# Jayson McCarthy
Jayson McCarthy (ur. 13 kwietnia 1994) – kanadyjski siatkarz, grający na pozycji atakującego. 

## Sukcesy klubowe
U Sports Championship:
- 2013, 2016
- 2014, 2015, 2017

Superpuchar Belgii:
- 2019

Puchar Belgii:
- 2020